# Beechcraft C-12 Huron
C-12 Huron là tên định danh quân sự cho loạt máy bay 2 động cơ dựa trên loại Beechcraft Super King Air và Beechcraft 1900. Biến thể của C-12 được Không quân Hoa Kỳ, Lục quân Hoa Kỳ, Hải quân Hoa Kỳ và Thủy quân Lục chiến Hoa Kỳ sử dụng.

## Biến thể

### Biến thể dựa trên King Air 200

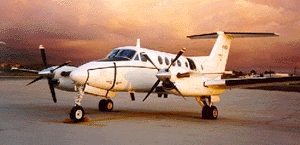
C-12F của hải quân Hoa Kỳ

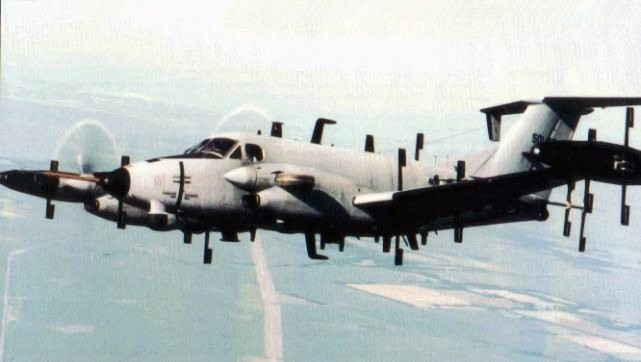
RC-12N Guardrail Common Sensor

C-12A
UC-12B
NC-12B
TC-12B
C-12C
C-12D
RC-12D
UC-12D
C-12E
C-12F
RC-12F
UC-12F
RC-12GPhiên bản của lục quân Mỹ sử dụng cho hỗ trợ tình báo chiến thuật thời gian thực trong chương trình Crazyhorse. Dựa trên King Air A200CT (3 chiếc, số seri đánh từ FC-1 và tăng dần).
RC-12H
C-12L
UC-12M
RC-12M
C-12R
C-12T
C-12U
RU-21J
RC-12X.
C-12V

### Biến thể dựa trên King Air 350
C-12S

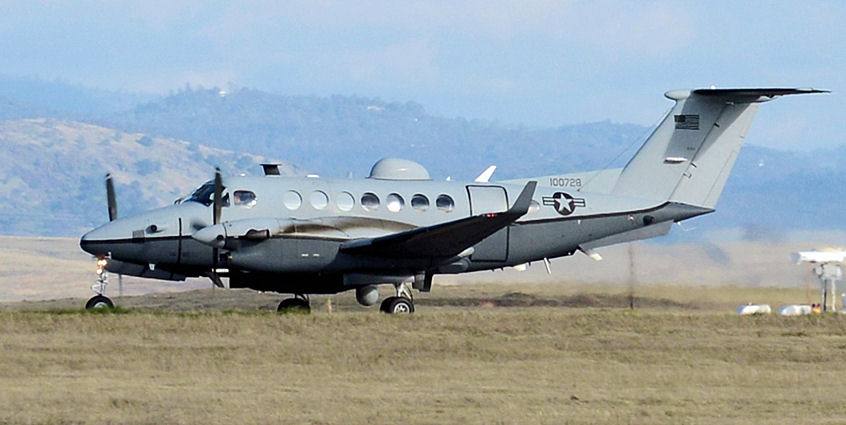
MC-12W Liberty
UC-12W

### Biến thể dựa trên Beechcraft 1900

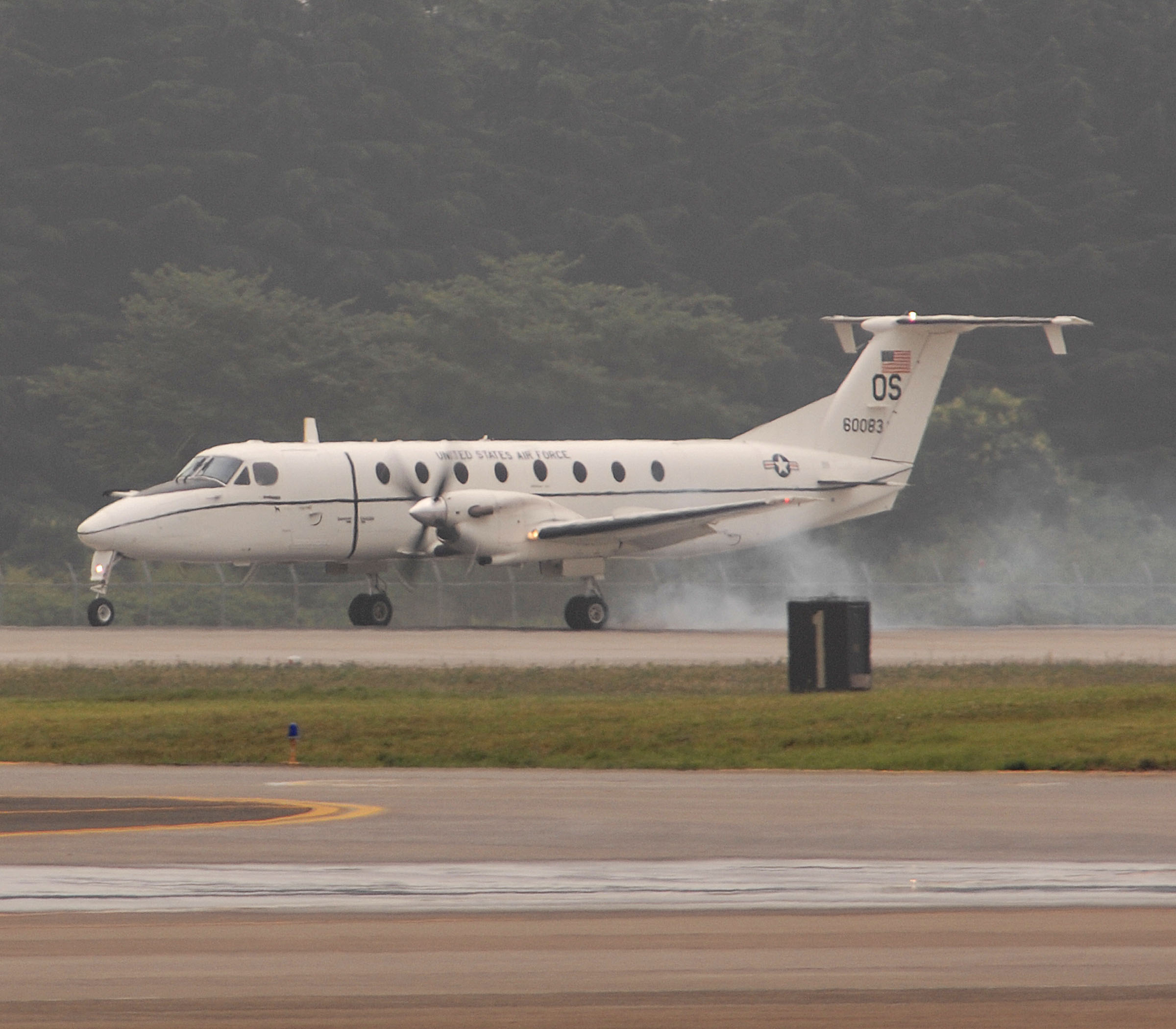
Beech C-12J Huron của không quân Hoa Kỳ hạ cánh tại căn cứ không quân Yokota, Nhật Bản, ngày 29 tháng 6 năm 2007.

C-12J

## Quốc gia sử dụng
Hoa Kỳ
- Không quân Hoa Kỳ
- Lục quân Hoa Kỳ
- Thủy quân Lục chiến Hoa Kỳ
- Hải quân Hoa Kỳ
- Vệ binh quốc gia Hoa Kỳ (Lục quân Vệ binh quốc gia và Không quân Vệ binh quốc gia)

 Hy Lạp
- Lục quân Hy Lạp

## Tính năng kỹ chiến thuật (King Air B200)
Dữ liệu lấy từ Airliners.net, Janes
Đặc điểm tổng quát
- Kíp lái: 1–5
- Sức chứa: 13 hành khách
- Chiều dài: 43 ft 9 in (13,34 m)
- Sải cánh: 54 ft 6 in (16,61 m)
- Chiều cao: 15 ft 0 in (4,57 m)
- Diện tích cánh: 303 ft² (28,2 m²)
- Trọng lượng rỗng: 7.755 lb (3.520 kg)
- Trọng lượng cất cánh tối đa: 12.500 lb (5.670 kg)
- Động cơ: 2 × Pratt & Whitney Canada PT6A-42 kiểu turboprop, 850 shp (635 kW)  mỗi chiếc

 Hiệu suất bay 
- Vận tốc cực đại: 333 mph (289 knot, 535 km/h) trên độ cao 15.000 ft (4.600 m)
- Tầm bay: 2.075 mi (1.800 nm, 3.338 km)
- Trần bay: 32.800 ft (10.700 m)
- Vận tốc lên cao: 2.450 ft/phút (12,5 m/s)
- Tải trên cánh: 41,3 lb/ft² (201,6 kg/m²)
- Tiêu thụ nhiên liệu: 0,1667 gal/mi
- Công suất/trọng lượng: 0,14 hp/lb (220 W/kg)